# Wiesviller
 Wiesviller  es una población y comuna francesa, en la región de Lorena, departamento de Mosela, en el distrito de Sarreguemines y cantón de Sarreguemines-Campagne.

## Demografía
| 764 | 796 | 783 | 829 | 920 | 959 |
| Para los censos de 1962 a 1999 la población legal corresponde a la población sin duplicidades (Fuente: INSEE [Consultar]) |     |     |     |     |     |